# Manchita
Manchita es un municipio y localidad española de la provincia de Badajoz, en la comunidad autónoma de Extremadura. El término municipal tiene una población de 737 habitantes (INE 2024).

## Geografía
La localidad está situada a unos 8 km del pueblo de Guareña, 38 km de Don Benito, 42 km de la capital extremeña,  Mérida y 94 km de Badajoz. Pertenece a la comarca de Vegas Altas y al partido judicial de Don Benito. Está situada entre  Guareña y Oliva de Mérida.

## Historia
En tiempos de Juan Portocarrero I, II conde de Medellín formaba parte de este condado, junto con Medellín, Don Benito, Don Llorente, Mengabril, Rena, Villar de Rena, Guareña, Cristina y Valdetorres. En total, siete villas y tres aldeas repartidas entre las actuales provincias de Badajoz y Cáceres. Según el Diccionario geográfico-estadístico de España y Portugal de Sebastián de Miñano era lugar de señorío.
A la caída del Antiguo Régimen la localidad se constituye en municipio constitucional en la región de Extremadura. Desde 1834 quedó integrado en el partido judicial de Don Benito. En el censo de 1842 contaba con 39 hogares y 168 vecinos. Ocupa una de las zonas despobladas más extensas de la  región.
La leyenda áurea de su fundación se remonta a 1450 y es similar a la de Guadalupe ya que en ambas indica la tradición que se apareció la Virgen María a un vaquero sobre un olivo por lo que se erigió una iglesia que se puso bajo la advocación de María Santísima de la Mancha que más tarde se cambió por el de Nuestra Señora de la Natividad o Asunción. Alrededor de este templo, en el siglo XIII, se fue construyendo un núcleo urbano al que llamaron La Mancha y más adelante se llamó Manchita debido a su reducido tamaño.
A mediados del siglo XIX, el lugar contaba con una población censada de 168 habitantes. La localidad aparece descrita en el undécimo volumen del Diccionario geográfico-estadístico-histórico de España y sus posesiones de Ultramar de Pascual Madoz de la siguiente manera:

MANCHITA: l. con ayunt. en la prov. de Badajoz (14 leg.), part. jud. de Don Benito (4), aud. terr. de Cáceres (13), dióc. de Plasencia (27) c. g. de Estremadura: sit. en un valle circuido de 2 altos cerros, es de clima estremado, reinan los vientos E. y O. y se padecen pulmonías y catarrales: tiene 80 casas malísimas en 1 calle ancha sin empedrar; la consistorial, cárcel, é igl. parr. dedicada á la Asuncion de Ntra. Sra., con curato de entrada y de provision ordinaria, y en los afueras el cementerio. Se surte de aguas potables en 1 fuente para los vec, y 1 pozo para los animales. Confina el térm. por N. y E. con el de Don Benito; S. la Oliva; O. Guareña, estendiéndose 1 1/2 leg. de N. á S., 1. de E. á O. y comprende 1 dehesa boyal perteneciente á los propios, otra de propiedad particular y muchos chaparrales y arbustos de jara y charneca. Le bañan, 1 arroyo que nace en la fuente del pueblo, y otro que se forma en la sierra de la Pajosa, llamado de Manchita, insignificantes. El terreno es de secano y pedregoso: el correo se recibe en Medellin, por conductor, 3 veces á la semana. prod.: trigo, cebada, avena, habas y garbanzos; se mantiene ganado lanar, cabrío, vacuno y colmenas, y se cria caza de todas clases. pobl.: 39 vec. 168 alm. cap. prod. 760,330 rs. imp. 27,096 rs. contr. 3,548 rs. 8 mrs. presupuesto municipal, 2,310 rs. 28 mrs. del que se pagan 1,000 al secretario por su dotacion, y se cubre con los productos en yerbas de la deh. boyal.
(Madoz, 1848, p. 175)

## Demografía
Manchita cuenta con una población de 737 habitantes (INE 2024).
| Gráfica de evolución demográfica de Manchita entre 1842 y 2021                                                        |
| |
| Población de derecho según los censos de población del INE. Población de hecho según los censos de población del INE. |

## Cultura

### Patrimonio

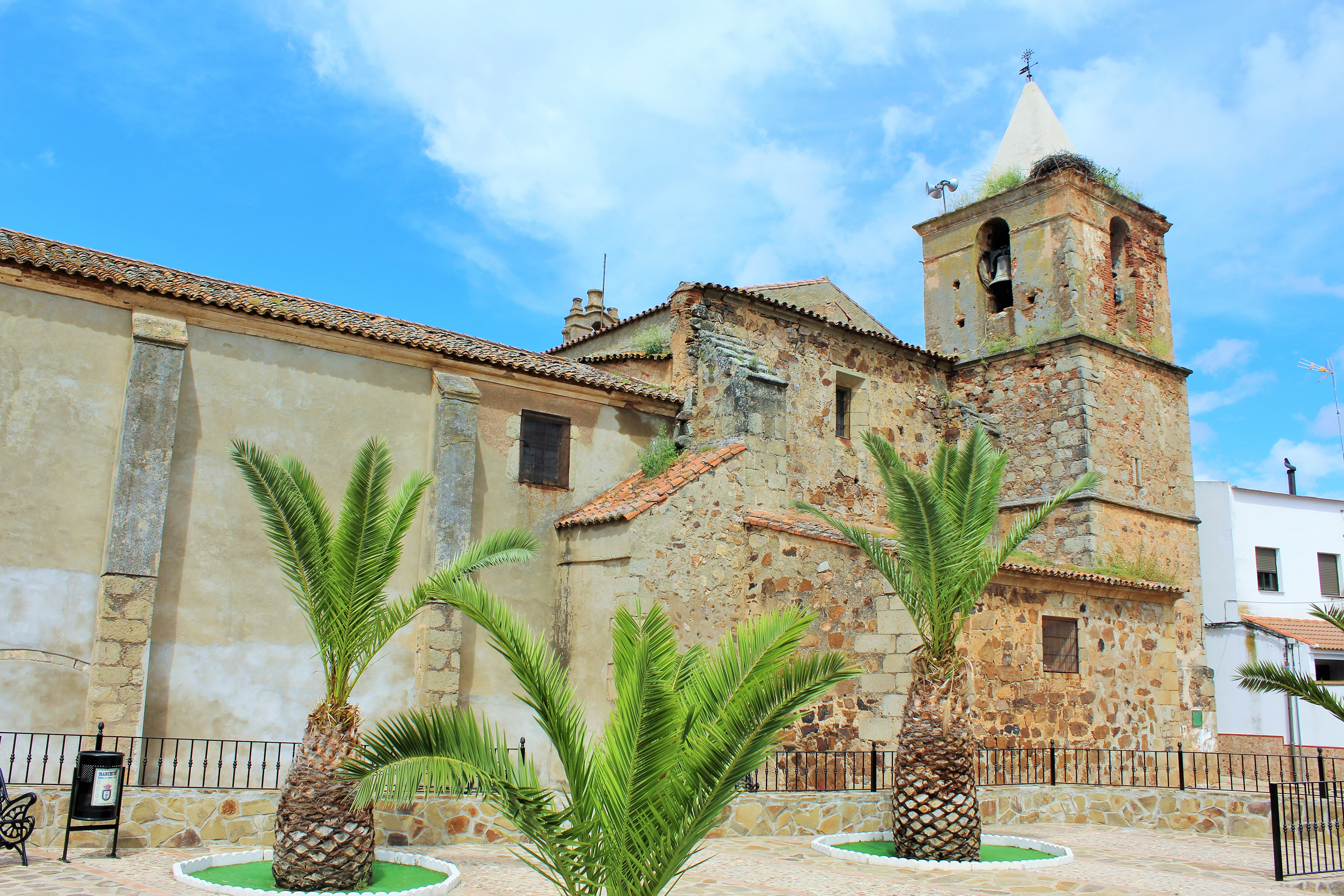
Iglesia parroquial

Iglesia parroquial católica de La Natividad de Nuestra Señora, en la Diócesis de Plasencia,  Arciprestazgo de Don Benito y está situada en la calle Miguel Ramos n.º 23. Es de estilo gótico renacentista del siglo XVI y llama la atención sus grandes dimensiones en comparación con las del pueblo. Se observa fácilmente las diferentes etapas constructivas. Está edificada a base de  mampostería y sillares. La cabecera tiene mayor altura que el resto, el cuerpo tiene una única nave y no tiene ábside.
Tiene dos portadas, la principal o del Perdón, de aspecto  arcaizante, tiene un arco apuntado apoyado sobre pilares con acanaladuras y capiteles con decoración vegetal; la otra, la del lado del Evangelio, también es de granito y tiene arco apuntado con moldura en forma de alfiz.

### Fiestas
- Fiestas patronales de Nuestra Señora de la Natividad que se celebran los días 7, 8, 9 y 10 de septiembre. La subasta de objetos donados por los vecinos se ha convertido en un acto muy popular.
- 1.ª Gira: Lunes de Pascua.
- 2ª Gira: Domingo de Cuasimodo.